# Palazzo Giuliari
Palazzo Giuliari è un edificio civile che sorge nel quartiere di Veronetta a Verona, sede dell'Università degli Studi di Verona.

## Storia e descrizione

### Origini
L'originario palazzo in contrada San Paolo venne eretto dalla nobile famiglia veronese Fracastoro, molto probabilmente tra il XV e il XVI secolo. Nella seconda metà del Cinquecento la proprietà passo ai Guagnini, che vi abitarono per circa un ventennio e che si prodigarono nell'arricchire gli interni con gli importanti affreschi di Paolo Farinati e della sua bottega.
La proprietà venne ereditata intorno al 1591 dai Giuliari, importante famiglia veronese che aveva il suo capostipite in Iacopo de Oliariis (cognome poi adattato in Giuliari), un conte che fuggì da Padova nel 1373, durante la guerra tra i da Carrara e la Repubblica di Venezia, portando con se un tesoro di 37000 ducati che erano in sua custodia in quanto tesoriere della signoria padovana.
I Giuliari nel 1595 si rivolsero a loro volta a Paolo Farinati per la realizzazione di un ulteriore intervento al piano terra: se, tuttavia, dell'intervento commissionato dai Guagnini sopravvivono ben tre sale affrescate al piano nobile, del secondo intervento rimane invece molto poco.
Dell'originale edificio quattro-cinquecentesco dei Fracastoro e dei Guagnini sopravvivono, oltre agli affreschi, due portali bugnati nel cortile interno, che sono stati quasi isolati dal contesto durante il significativo intervento settecentesco. Dal giornale dei lavori di Bartolomeo Giuliari si può tuttavia dedurre come la facciata principale su via dell'Artigliere non fosse particolarmente ricca, avendo un aspetto piuttosto simile al prospetto ancora oggi visibile sul retro del palazzo, in via Timavo, differenziandosi per le aperture e il portale d'accesso che dovevano essere maggiormente decorati.

### Interventi settecenteschi

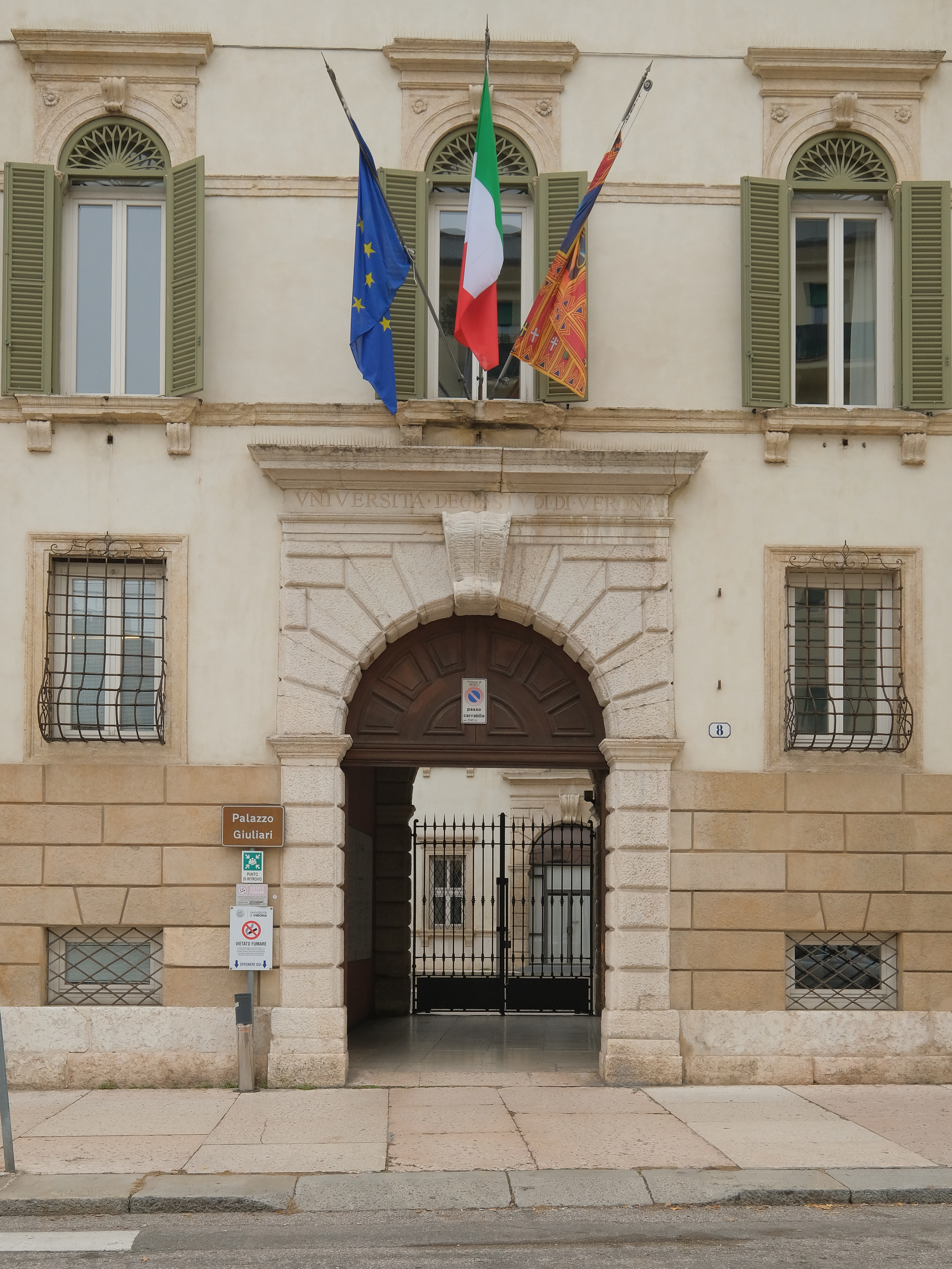
L'ingresso principale del complesso

Tra il 1750 e il 1752 circa, Girolamo Giuliari fece eseguire una serie di lavori di ristrutturazione nella sua dimora, che si concentrarono principalmente sul recupero strutturale e impiantistico. Tuttavia, i lavori più significativi furono quelli iniziati intorno al 1779, commissionati da Giuliari all'architetto Ignazio Pellegrini: il suo progetto andò infatti a stravolgere l'assetto dell'edificio quattro-cinquecentesco, in quanto divenne necessario collegarlo alle nuove acquisizioni immobiliari del Giuliari verso nord. Per questo motivo fu realizzato uno scalone monumentale preceduto da un altrettanto imponente atrio.
Il nipote di Girolamo, Bartolomeo Giuliari, tornato a Verona dopo aver completato la sua formazione da architetto a Milano, nel 1790 prese in mano direttamente i lavori di ristrutturazione del palazzo di famiglia.
Da quanto emerge dal giornale dei lavori da lui redatto, sembra che percepisse l'intervento di Pellegrini come una sorta di limite alla propria attività progettuale, per questo motivo Bartolomeo decise di apportare delle modifiche significative alla facciata del palazzo. Innanzitutto questa si allungò per includere le ultime acquisizioni immobiliari verso nord e fu sopraelevata di un piano. Tuttavia nel prospetto Bartolomeo si limitò a un riordino della situazione preesistente, inserendo un nuovo portale nella parte ampliata, simmetrico rispetto a quello esistente. Le finestre del piano nobile furono però decorate con un raccordo in pietra tra l'arco a tutto sesto e la trabeazione sommitale, una tipologia di coronamento molto utilizzato nei progetti di ristrutturazione dei palazzi nobiliari veronesi del Settecento. Peculiare è invece il ricco fregio lapideo che sottolinea il sottogronda della facciata principale e del cortile interno: questo riporta la simbologia degli stemmi dei Giuliari e dei Dal Pozzo, a rappresentare l'unione delle due famiglie sancita con il matrimonio tra Bartolomeo e Isotta.
All'interno fu realizzata una nuova biblioteca, vero e proprio centro della rinnovata fabbrica residenziale, illuminata zenitalmente da innovativi ampi lucernari e collegata all'opera del Pellegrini mediante una notevole scala elicoidale progettata da Giuliari. L'ultimo intervento all'interno del palazzo fu la decorazione parietale dei saloni del primo piano e della biblioteca.

### Restauri moderni

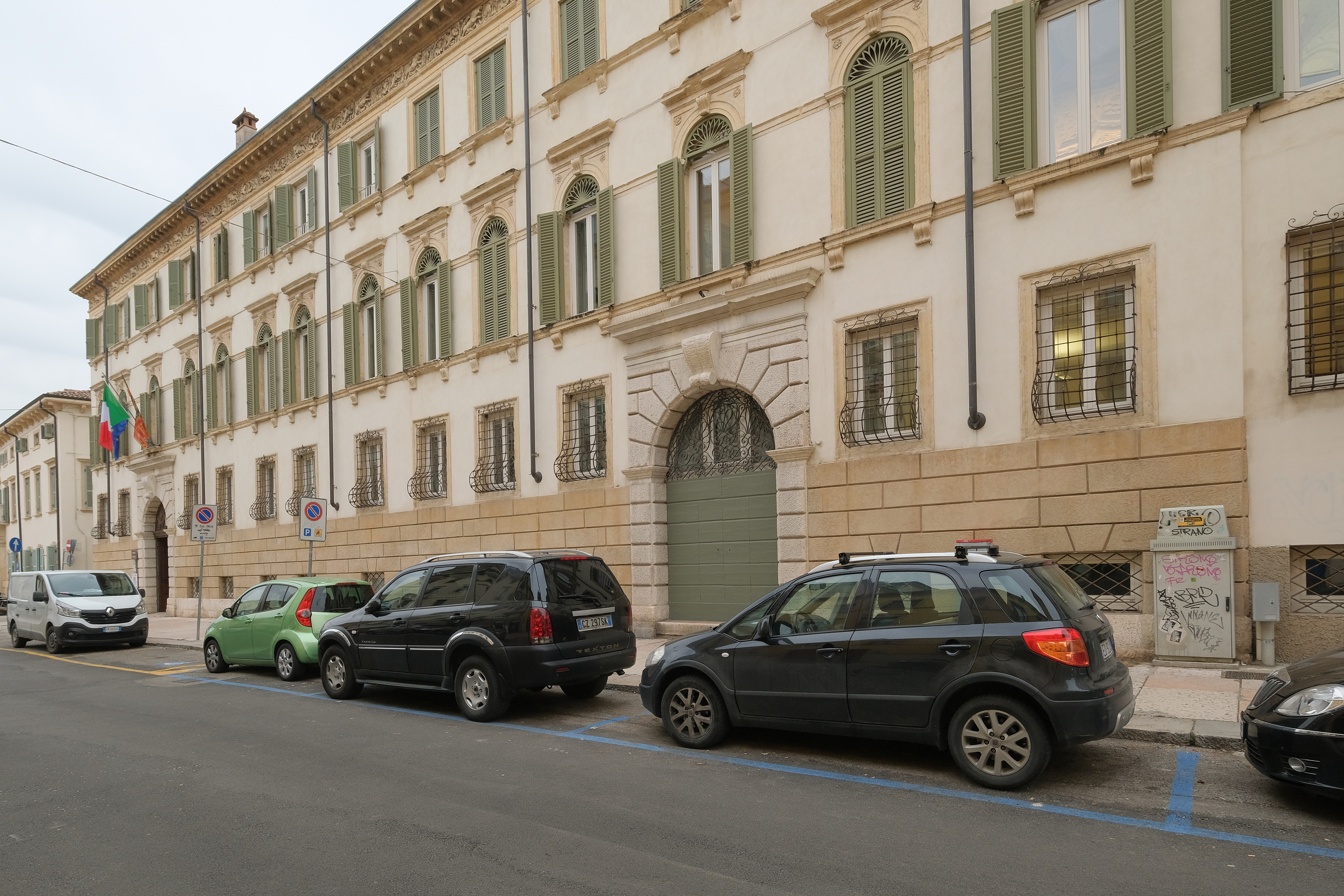
L'ingresso realizzato da Bartolomeo Giuliari nella parte nord del prospetto, resosi necessario a seguito dei diversi ampliamenti immobiliari e al conseguente allungamento della facciata

Intorno alla metà del Novecento la casata Giuliari si estinse con la morte dell'ultima rappresentante della famiglia, la contessa Elena Giuliari, che nel 1960 lasciò il palazzo al Consorzio per gli Studi Universitari di Verona, permettendo così la costituzione del primo nucleo dell'università di Verona. Gli esordi furono tuttavia sotto la tutela dell'università di Padova, il cui ufficio tecnico, coadiuvato dallo studio di Luigi Calcagni e Luciano Cenna, si prodigò nel restauro e nella rifunzionalizzazione della sede universitaria.
I lavori permisero il totale recupero strutturale del palazzo, oltre all'adeguamento impiantistico e l'implementazione al suo interno delle funzioni didattiche. Con l'occasione furono inoltre riscoperti, sotto le ridipinture ottocentesche, gli affreschi di Paolo Farinati. Di notevole interesse fu l'intervento che riguardò l'accesso pedonale nell'atrio principale, contraddistinto da un linguaggio di matrice scarpiana e dall'utilizzo di cemento armato, travi metalliche e vetro.
Gli ultimi interventi sono quelli realizzati tra 2006 e 2008 dall'ufficio tecnico dell'università di Verona che, in sinergia con la Soprintendenza locale, ha provveduto al restauro della monumentale facciata di palazzo Giuliari, e il successivo intervento di miglioramento sismico, adeguamento funzionale di locali e abbattimento delle barriere architettoniche realizzato su progetto dell'architetto Ugo Camerino.